# Dryopteris macropholis
Dryopteris macropholis ist eine Pflanzenart aus der Gattung der Wurmfarne (Dryopteris) innerhalb der Familie der Wurmfarngewächse (Dryopteridaceae). Sie kommt endemisch auf den im südlichen Pazifik gelegenen Marquesas-Inseln vor.

## Beschreibung

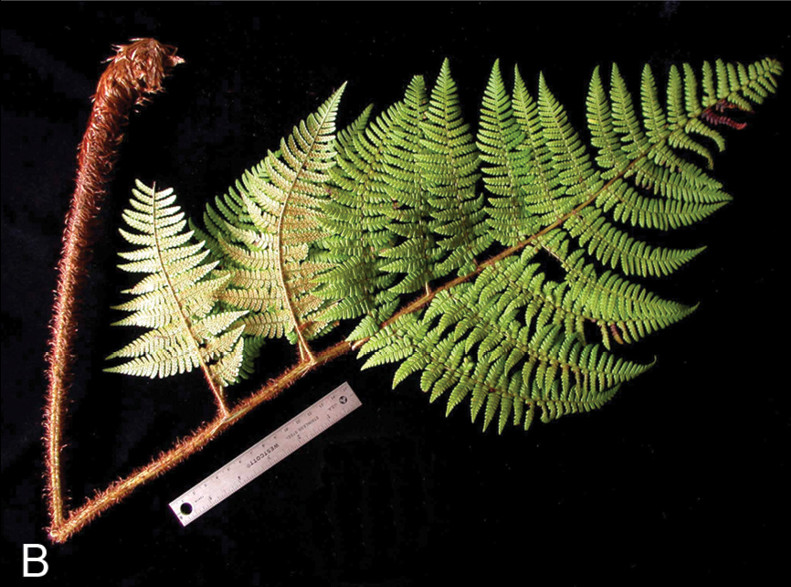
Wedel

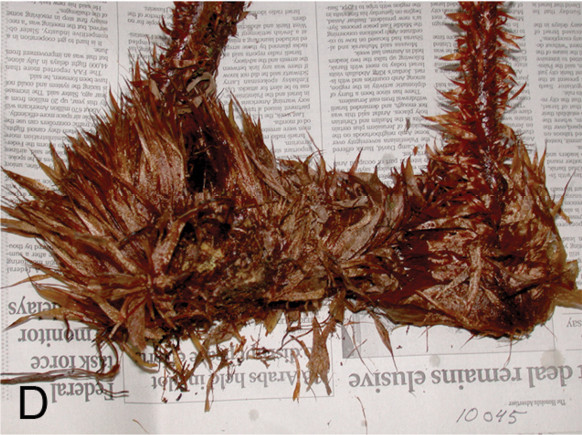
Das dicht mit Schuppen besetzte Rhizom

Dryopteris macropholis wächst als Farn. Er bildet ein fast aufrechtes, 20 bis 25 Zentimeter langes Rhizom, welches dicht mit Schuppen bedeckt ist und ohne die Schuppen zwischen 5 und 7 Zentimeter dick wird. Mit Schuppen wird das Rhizom bis zu 15 Zentimeter dick. Die dünnen und einheitlich hellbraunen, rotbraunen bis dunkelbraunen Schuppen an dem Rhizom sowie an der Basis der Farnwedel sind bei einer Länge von 1 bis 8 Zentimeter und einer Breite von 0,1 bis 1,4 Zentimetern annähernd länglich-elliptisch bis lineal-lanzettlich geformt. Sie sind sichelartig gebogen, verdreht und haben ganzrandige Schuppenränder.
An jedem Rhizom stehen fünf bis sieben büschelartig angeordnete, aufrechte bis gewölbte Wedel. Die Wedel haben 39 bis 75 Zentimeter lange und 0,4 bis 0,6 Zentimeter dicke und kräftige Stiele, welche rötlichbraun bis stohfarben sind. Sie sind an der Oberseite gefurcht und dicht mit zwei Arten von glänzend hell- über dunkel- bis rötlichbraunen Schuppen bedeckt. Die verdrehten Schuppen sind bei einer Länge von rund 2 Zentimetern und einer Breite von etwa 0,3 Zentimetern lineal-länglich bis lineal-lanzettlich geformt und haben ganzrandige bis annähernd ganzrandige Schuppenränder. Die Basis dieser Schuppen ist dunkler gefärbt. Daneben findet man noch borsten- oder haarartige Schuppen. Die Basis von älteren Wedeln ist mit dunklen Schuppen bedeckt.
Die zwei- bis dreifach-gefiederten oder fiederspaltigen Wedel sind bei einer Länge von 50 bis 100 Zentimetern sowie einer Breite von 32 bis 66 Zentimetern dreieckig-eiförmig geformt und bestehen aus 11 bis 20 Paaren an Fiederblättchen. Meistens ist die untere Hälfte der Wedel dreifach-gefiedert während die obere Hälfte meist zweifach-gefiedert ist. Die strohfarbene bis hellbraune Hauptachse der Wedeln ist dicht mit braunen bis dunkelbraunen, borstenartigen Schuppen bedeckt, welche rund 0,9 Zentimeter lang und 0,1 Zentimeter dick werden können. Neben diesen borstenartigen Schuppen sind die Hauptachsen auch noch mit Drüsenhaaren bedeckt. Die Achsenbasis von älteren Wedeln weist dunkelbraune Schuppen auf. Die dicken, pergamentartigen Fiederblättchen stehen gegenständig bis annähernd gegenständig angeordnet an den Wedelstielen. Sie werden im unteren Wedelbereich am größten und stehen dort auch an einen 0,3 bis 0,6 Zentimeter langen Stiel, während die Fiederblättchen im oberen Wedelbereich ungestielt sind. Die Fiederblättchen bestehen aus 11 bis 16 Paaren an Blättchen, welche an der nach unten zeigenden Seite der Fiederblättchen etwas größer werden als an der nach oben zeigenden Seite. Die untersten Fiederblättchen werden 20 bis 33 Zentimeter lang und 11 bis 19 Zentimeter breit und haben eine fiederspaltige Spitze. Die Blättchen dieser Fiederblättchen werden an der nach unten zeigenden Seite 7 bis 10,5 Zentimeter und an der nach oben zeigenden Seite 4 bis 8,5 Zentimeter lang. Die Oberseite der Blättchen ist kahl während auf der Unterseite an der Blattachse vereinzelt kleine braune Schuppen findet während die Spitze stumpf bis gestutzt ist. Die Blättchenränder sind gekerbt oder abgeschnitten. Die Blattnervatur verzweigt sich ein- bis zweimal und ist entweder kaum erkennbar oder deutlich auf der Blattunterseite sichtbar. Jedes fertile Blättchen weist ein bis vier Paare an Sori auf.
Die dicken braunen Sori sind unbehaart und werden zusammen mit dem Indusium 0,4 bis 0,6 Millimeter dick. Die Sporen sind dunkelbraun gefärbt.

## Vorkommen
Das natürliche Verbreitungsgebiet von Dryopteris macropholis liegt auf den Marquesas-Inseln im südlichen Pazifik. Es umfasst die Inseln Hiva Oa, Nuku Hiva, Tahuata, Ua Huka sowie Ua Pou.
Dryopteris macropholis gedeiht in Höhenlagen von rund 700 bis 1150 Metern. Man findet die Art in gebirgigen Regionen, in mäßig feuchten bis feuchten Wälder sowie im Buschland. Die Art kommt häufig vergesellschaftet mit Alsophila tahitensis, Crossostylis biflora, Dicranopteris linearis, Fagraea berteroana, Ficus prolixa, Hernandia nukuhivensis, dem Lindenblättrigen Eibisch (Hibiscus tiliaceus), Metrosideros collina, Pandanus tectorius, Phyllanthus marchionicum, Vaccinium cereum, Weinmannia marquesana und Xylosma suaveolens, sowie verschiedenen Vertretern der Gattungen Cyrtandra, Freycinetia. Psychotria und Sphaeropteris.

## Systematik
Die Erstbeschreibung als Dryopteris macropholis erfolgte 2011 durch David H. Lorence und Warren Lambert Wagner in PhytoKeys, Nummer 4, Seite 15.
Als nächstverwandte Art wird Dryopteris sweetorum angesehen, welche auf der Insel Fatu Hiva heimisch ist.